# Восток (Сахалинская область)
Восто́к — село (с 1970 по 2004 годы — рабочий посёлок) в Поронайском районе Сахалинской области России. Согласно муниципальному делению, находится в Поронайском городском округе.

## География
Находится возле реки Горянки в 4-х км от залива Терпения Охотского моря, в 30 км от районного центра — города Поронайск.
Климат
Находится в местности, приравненной к районам Крайнего Севера.

## История
Решением исполкома Сахалинского облсовета от 8.12.1970 года населённый пункт Восток отнесен к категории рабочих посёлков.
Постановлением Администрации Сахалинской области от 17.06.2004 № 84-па пгт Восток преобразован в село.
До 2012 года входил в состав муниципального образования городской округ «Вахрушев». Законом Сахалинской области от 13 июля 2012 года № 79-ЗО, после объединения городских округов «Вахрушев» и «Поронайский», село Восток входит в муниципальное образование Поронайский городской округ.
В 2020 году началось строительство лыжероллерной трассы.

## Население
| 1979 | 1989  | 2002  | 2010  | 2013  | 2021  |
| ---- | ----- | ----- | ----- | ----- | ----- |
| 3447 | ↗3576 | ↘2953 | ↘2315 | ↘2214 | ↘1510 |

## Инфраструктура
Средняя общеобразовательная школа, филиал Детской школы искусств г. Поронайска.
Церковь иконы Божией Матери Семистрельная
ДК Энергетик

## Транспорт
Доступен автотранспортом. Автобусное сообщение с пгт. [[Вахрушев (посёлок городского типа)|Вахрушев |lang = ru |website = poronaisk.admsakhalin.ru |date = |access-date = 2025-08-15 |deadlink = no}}] и селом Лермонтовка. Автобусное сообщение с г. Поронайск и Южно-Сахалинск